# Dawit Gabunia

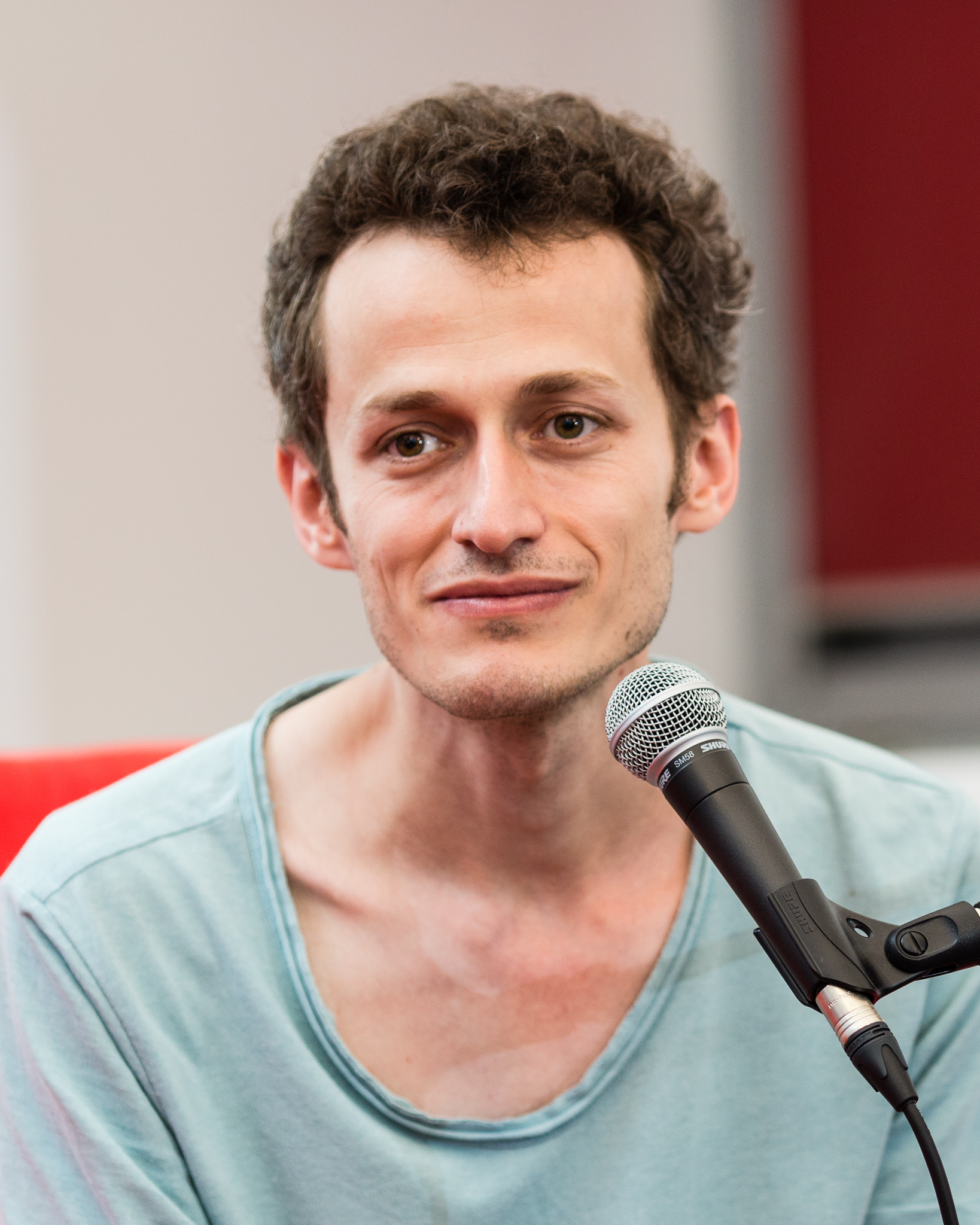
Dawit Gabunia, 2017

Dawit Gabunia (georgisch დავით გაბუნია; * 12. April 1982 in Poti) ist ein georgischer Übersetzer, Bühnenautor und Schriftsteller.
In seiner Heimat ist Gabunia für die Übersetzung der Harry-Potter-Reihe ins Georgische bekannt, aber auch für seinen bekennenden Pro-Europäismus. Sein Debütroman, Falling Apart (დაშლა), wurde 2017 veröffentlicht und in Georgien zum Bestseller.

## Leben
Gabunia wurde in Poti, Mingrelien und Oberswanetien geboren, damals noch Teil der Georgischen Sozialistischen Sowjetrepublik. Im Jahr 2003 schloss er sein Studium an der Staatlichen Universität Tiflis mit einem Abschluss in Englischer Sprache und Literatur ab. Gabunia ist offen homosexuell.

## Auszeichnungen
Gabunia gewann zweimal den Duruji-Preis (თეატრალური პრემია „დურუჯის“) für das beste neue Theaterstück des Jahres, sowie den SABA-Preis (საბა) für das beste Drama für Plays (პიესები). Manche seiner Werke wurden ins Deutsche übersetzt.